# Telan (isola)
Telan (in russo остров Телан?) è una piccola isola della Russia nel mare di Ochotsk. Amministrativamente appartiene al Severo-Ėvenskij rajon dell'oblast' di Magadan, nel Circondario federale dell'Estremo Oriente.
L'isola si trova nella baia della Gižiga, poco a sud di capo Vnutrennij, un promontorio nella parte sud-ovest della penisola di Tajgonos. La sua altezza massima è di 505 m.